# Partecipanti alla Freccia del Brabante 2025
Elenco dei partecipanti alla Freccia del Brabante 2025.
La Freccia del Brabante 2025 è stata la sessantacinquesima edizione della corsa. Alla competizione presero parte 20 squadre: 8 UCI World Tour 2025, e 12 UCI ProTeam.
Accreditati alla partenza 136 ciclisti.

## Corridori per squadra
Nota: R ritirato, NP non partito, FT fuori tempo, SQ squalificato
| Soudal Quick-Step       | Soudal Quick-Step       | Soudal Quick-Step       | Alpecin-Deceuninck     | Alpecin-Deceuninck     | Alpecin-Deceuninck     | Intermarché-Wanty      | Intermarché-Wanty      | Intermarché-Wanty      |
| ----------------------- | ----------------------- | ----------------------- | ---------------------- | ---------------------- | ---------------------- | ---------------------- | ---------------------- | ---------------------- |
| N°                      | Ciclista                | Clas.                   | N°                     | Ciclista               | Clas.                  | N°                     | Ciclista               | Clas.                  |
| 1                       | Remco Evenepoel         |                         | 11                     | Tibor Del Grosso       |                        | 21                     | Tobias Müller          |                        |
| 2                       | Pascal Eenkhoorn        |                         | 12                     | Quinten Hermans        |                        | 22                     | Vito Braet             |                        |
| 3                       | Gil Gelders             |                         | 13                     | Ramses Debruyne        |                        | 23                     | Dries De Pooter        |                        |
| 4                       | Ethan Hayter            |                         | 14                     | Gal Glivar             |                        | 24                     | Gerben Kuypers         |                        |
| 5                       | Thomas Pesenti          |                         | 15                     | Xandro Meurisse        |                        | 25                     | Halvor Dolven          |                        |
| 6                       | Pepijn Reinderink       |                         | 16                     | Stan Van Tricht        |                        | 26                     | Tom Paquot             |                        |
| 7                       | Pieter Serry            |                         | 17                     | Emiel Verstrynge       |                        | 27                     | Luca Van Boven         |                        |
| Bahrain Victorious      | Bahrain Victorious      | Bahrain Victorious      | Cofidis                | Cofidis                | Cofidis                | EF Education-EasyPost  | EF Education-EasyPost  | EF Education-EasyPost  |
| N°                      | Ciclista                | Clas.                   | N°                     | Ciclista               | Clas.                  | N°                     | Ciclista               | Clas.                  |
| 31                      | Nicolò Buratti          |                         | 41                     | Dylan Teuns            |                        | 51                     | Neilson Powless        |                        |
| 32                      | Roman Ermakov           |                         | 42                     | Aimé De Gendt          |                        | 52                     | Samuele Battistella    |                        |
| 33                      | Žak Eržen               |                         | 43                     | Oliver Knight          |                        | 53                     | Alex Baudin            |                        |
| 34                      | Mathijs Paasschens      |                         | 44                     | Alex Aranburu          |                        | 54                     | Marijn van den Berg    |                        |
| 35                      | Alessandro Borgo        |                         | 45                     | Sam Maisonobe          |                        | 55                     | Archie Ryan            |                        |
| 36                      | Vlad Van Mechelen       |                         | 47                     | Damien Touzé           |                        | 56                     | Harry Sweeny           |                        |
| 37                      | Edoardo Zambanini       |                         |                        |                        |                        | 57                     | Yuhi Todome            |                        |
| Team Visma-Lease a Bike | Team Visma-Lease a Bike | Team Visma-Lease a Bike | UAE Team Emirates XRG  | UAE Team Emirates XRG  | UAE Team Emirates XRG  | Lotto                  | Lotto                  | Lotto                  |
| N°                      | Ciclista                | Clas.                   | N°                     | Ciclista               | Clas.                  | N°                     | Ciclista               | Clas.                  |
| 61                      | Wout Van Aert           |                         | 71                     | Jhonatan Narváez       |                        | 81                     | Cédric Beullens        |                        |
| 62                      | Niklas Behrens          |                         | 72                     | Mikkel Bjerg           |                        | 82                     | Sébastien Grignard     |                        |
| 63                      | Tiesj Benoot            |                         | 73                     | Vegard S. Laengen      |                        | 83                     | Arjen Livyns           |                        |
| 65                      | Tosh Van Der Sande      |                         | 74                     | Duarte Marivoet        |                        | 84                     | Milan Menten           |                        |
| 66                      | Julien Vermote          |                         | 75                     | Gibbe Staes            |                        | 85                     | Alec Segaert           |                        |
| 67                      | Daniel McLay            |                         | 76                     | António Morgado        |                        | 86                     | Henri Vandenabeele     |                        |
|                         |                         |                         | 77                     | Florian Vermeersch     |                        | 87                     | Jonas Gregaard         |                        |
| Israel-Premier Tech     | Israel-Premier Tech     | Israel-Premier Tech     | Team Flanders-Baloise  | Team Flanders-Baloise  | Team Flanders-Baloise  | Wagner Bazin WB        | Wagner Bazin WB        | Wagner Bazin WB        |
| N°                      | Ciclista                | Clas.                   | N°                     | Ciclista               | Clas.                  | N°                     | Ciclista               | Clas.                  |
| 91                      | Aleksej Lucenko         |                         | 101                    | Toon Clynhens          |                        | 111                    | Loïc Vliegen           |                        |
| 92                      | Joseph Blackmore        |                         | 102                    | Brem Deman             |                        | 112                    | Luca De Meester        |                        |
| 93                      | Brady Gilmore           |                         | 103                    | Tuur Dens              |                        | 113                    | Cériel Desal           |                        |
| 94                      | Oded Kogut              |                         | 104                    | Siebe Deweirdt         |                        | 114                    | Michiel Lambrecht      |                        |
| 95                      | Nadav Raisberg          |                         | 105                    | Jonas Geens            |                        | 115                    | Jens Reynders          |                        |
| 96                      | Corbin Strong           |                         | 106                    | Ward Vanhoof           |                        | 116                    | Leander Van Hautegem   |                        |
| 97                      | Floris Van Tricht       |                         | 107                    | Victor Vercouillie     |                        | 117                    | Axandre Van Petegem    |                        |
| Q36.5 Pro Cycling Team  | Q36.5 Pro Cycling Team  | Q36.5 Pro Cycling Team  | Tudor Pro Cycling Team | Tudor Pro Cycling Team | Tudor Pro Cycling Team | Unibet Tietema Rockets | Unibet Tietema Rockets | Unibet Tietema Rockets |
| N°                      | Ciclista                | Clas.                   | N°                     | Ciclista               | Clas.                  | N°                     | Ciclista               | Clas.                  |
| 121                     | Thomas Pidcock          |                         | 131                    | Matteo Trentin         |                        | 141                    | Joren Bloem            |                        |
| 122                     | Xabier Azparren         |                         | 133                    | Lucas Eriksson         |                        | 142                    | Jelle Johannink        |                        |
| 123                     | Marcel Camprubi         |                         | 134                    | Miká Heming            |                        | 143                    | Axel Huens             |                        |
| 124                     | Fabio Christen          |                         | 135                    | Aivaras Mikutis        |                        | 144                    | Tomáš Kopecký          |                        |
| 125                     | Rory Townsend           |                         | 136                    | Yannis Voisard         |                        | 145                    | Andreas Stokbro        |                        |
| 126                     | Milan Vader             |                         | 137                    | Fabian Weiss           |                        | 146                    | Hartthijs de Vries     |                        |
| 127                     | Nickolas Zukowsky       |                         |                        |                        |                        | 147                    | Adam Ťoupalík          |                        |
| TotalEnergies           | TotalEnergies           | TotalEnergies           | Uno-X Mobility         | Uno-X Mobility         | Uno-X Mobility         | Caja Rural-Seguros RGA | Caja Rural-Seguros RGA | Caja Rural-Seguros RGA |
| N°                      | Ciclista                | Clas.                   | N°                     | Ciclista               | Clas.                  | N°                     | Ciclista               | Clas.                  |
| 151                     | Alexys Brunel           |                         | 161                    | Andreas Leknessund     |                        | 171                    | Iúri Leitão            |                        |
| 152                     | Mathieu Burgaudeau      |                         | 162                    | Martin Urianstad       |                        | 172                    | Javier Ibanez          |                        |
| 153                     | Alexandre Delettre      |                         | 163                    | Fredrik Dversnes       |                        | 173                    | Alex Molenaar          |                        |
| 154                     | Sandy Dujardin          |                         | 164                    | Stian Fredheim         |                        | 174                    | Jakub Otruba           |                        |
| 155                     | Nicola Marcerou         |                         | 165                    | Ådne Holter            |                        | 175                    | Eduard Prades          |                        |
| 156                     | Valentin Retailleau     |                         | 166                    | Erik Resell            |                        | 176                    | Tomas Silva            |                        |
| 157                     | Anthony Turgis          |                         |                        |                        |                        | 177                    | Tyler Stites           |                        |
| Equipo Kern Pharma      | Equipo Kern Pharma      | Equipo Kern Pharma      | Team Novo Nordisk      | Team Novo Nordisk      | Team Novo Nordisk      |                        |                        |                        |
| N°                      | Ciclista                | Clas.                   | N°                     | Ciclista               | Clas.                  |                        |                        |                        |
| 181                     | Marc Brustenga          |                         | 191                    | Quinten De Graeve      |                        |                        |                        |                        |
| 182                     | Iñigo Elosegui          |                         | 192                    | Declan Irvine          |                        |                        |                        |                        |
| 183                     | Haimar Etxeberria       |                         | 193                    | Matyáš Kopecký         |                        |                        |                        |                        |
| 184                     | Francisco Galván        |                         | 194                    | Bailey McDonald        |                        |                        |                        |                        |
| 185                     | Pau Miquel              |                         | 195                    | Alex Perracchione      |                        |                        |                        |                        |
| 186                     | Antonio Jesús Soto      |                         | 196                    | Filippo Ridolfo        |                        |                        |                        |                        |
| 187                     | Mats Wenzel             |                         | 197                    | Nathan Smith           |                        |                        |                        |                        |